# Sky Deutschland
Sky Deutschland (do 2009 jako Premiere) – duża telewizyjno-radiowa satelitarna platforma cyfrowa działająca w Niemczech.
Sky Deutschland wystartowała 28 lutego 1991 roku pod nazwą Premiere jako joint venture trzech firm: Bertelsmann, Kirch i Canal+.
30 września 2008 roku platforma miała 2,411 mln abonentów. Od 12 maja 2008 koncern mediowy News Corporation miał w platformie Premiere 25,01% udziałów. W kwietniu 2009 roku należący do Murdocha koncern News Corporation powiększył swoje udziały do blisko 40%.
15 kwietnia 2008 roku NDS i Nagra poinformowali o wprowadzeniu w simulcrypcie systemu VideoGuard z NDS oraz o nowych kartach Nagry.